# Бруслановка
Брусла́новка — деревня Липецкого района Липецкой области.
Деревня стоит на Елецком шоссе в 18 км к западу от города Липецка.
Возникла не позднее 1835 года, так как она упоминается в метрических книгах с. Сенцово за 1835 год, которому были приписаны верующие. Название селения возникло, вероятно, от фамилии Брусланов. В XVIII веке в Елецком уезде был Бруслановкий стан.
В Бруслановке есть кладбище, расположенное ближе к селу Плоская Кузьминка.
В 1941 году Существовал Бруслановский сельский совет

## Население
| 2010 | 2012 |
| ---- | ---- |
| 456  | ↗485 |

## Этимология
Название «Бруслановка» имеет нерусскую этимологию так же как и многие местные гидронимы. В течение веков в связи с передвижениями и смешениями различных этнических массивов в южных причерноморских степях происходило как бы напластование гидронимов: на древнейшую иранскую основу (Дон, Усмань, Снова и др.) накладывались финно-угорские наименования рек (Сосна, Меча и др.), затем тюркские (Бруслановка, Юрлуковка, Битюг и др.) и, наконец, русские (Воронеж, Елец, Каменка, Липовка, Копыл и др.). Микротопонимия (названия полевых участков, лесов, ручьев-колодезей, дорог и т. д.) в Липецком крае почти вся русская, что лишний раз свидетельствует об исконном сельскохозяйственном освоении южных областей страны русским населением, о древнейшей принадлежности чернозёмной лесостепи к русской государственной территории.